# Anastasius IV
Anastasius IV, född Corrado di Suburra omkring 1073 i Rom, död där 3 december 1154, var påve från den 8 juli 1153 till sin död knappt ett och ett halvt år senare den 3 december 1154.

## Biografi
Corrado di Suburra var romare och son till Benedictus. Vid tiden Corrado di Suburra blev vald till påve, var han kardinalbiskop av Sabina. Han var då en av de ledande opponenterna till motpåven Anacletus II, och hade fungerat som påve Innocentius II:s ställföreträdare i Rom när denne flytt till Frankrike.
Under sitt korta pontifikat hade han emellertid rollen som fredsmäklare. Han bilade en tvist som varat i fyra pontifikat, när han slöt fred med kejsar Fredrik I av Tysk-romerska riket. Tvisten hade dels generellt gällt den känsliga frågan om utnämningen till biskopsstolen i Magdeburg, dels den specifika utnämningen av William Fitzherbert (död 1154), även känd som Sankt William av York, till biskopssätet i York. Den senare fick palliet tillsänt sig från påven, trots fortsatt motstånd från den mäktiga cisterciensorden. Han erkände också Wichmann som biskop av Magdeburg. 
Det var under Anastasius pontifikat och genom hans försorg som Pantheon restaurerades. Han gav Ordre des Hospitaliers särskilda privilegier. Anastasius har efterlämnat flera brev, samt en avhandling om treenigheten.
Anastasius IV avled den 3 december 1154 i Rom.